# Gasparo Pacchiarotti
Gasparo Pacchiarotti, né le 21 mai 1740 à Fabriano dans les Marches et mort le 28 octobre 1821 à Padoue, est un chanteur d'opéra italien. C’est le castrat le plus célèbre de la fin du XVIIIe siècle. Sa réputation est comparable à celle de Farinelli.

## Biographie
Gasparo Pacchiarotti est l’élève du compositeur Ferdinando Bertoni (1725-1813) et en reconnaissance promouvra les œuvres de son maître pendant toute sa carrière.
Ses débuts avec la Gabrielli sont épiques. Les partisans de la Diva sont inquiets de l’émergence de ce rival. Deux parties se forment. A Naples, un certain Ruffo aborde Pacchiarotti et l’insulte. Le chanteur, bon escrimeur, exige des excuses et provoque l’importun en duel sur-le-champ. Mais Ruffo est capitaine dans la garde royale et le fait mettre en prison. Il en sort rapidement avec le soutien du roi. 
Le 3 août 1778, il prend part à l’inauguration de la Scala de Milan en créant l’Europa riconosciula de Salieri. La même année, il chante au King’s Theatre à Londres où il continue à promouvoir les œuvres de Bertoni. En 1792, il participe à l’inauguration du théâtre de La Fenice à Venise dans i Giuochi d’Agrigento de Paisiello, et se retire l’année suivante à Padoue. 
Il chante encore en 1814 aux obsèques de Bertoni à Saint-Marc de Venise.
Pacchiarotti avait un immense talent, mais faisait preuve d’une grande modestie associée à de réelles qualités humaines. Il est chez les castrats le meilleur représentant du chant expressif et annonce le romantisme de Giovanni Battista Velluti. Il ne surchargeait pas le chant d’ornementations superflus et attachait une grande importance à l’intelligibilité des textes. Pour Charles Burney, c’est le plus grand chanteur qu’il ait jamais entendu.